# Pânfilo de Alexandria
Pânfilo (século I d.C.) foi um gramático grego, pertencente à escola de Aristarco da Samotrácia.
Foi o autor de um dicionário compreensivo, em 95 tomos, sobre palavras estrangeiras e obscuras, sendo tal trabalho creditado a outro gramático, Zopírio, o compilador dos primeiros quatro tomos da obra. O trabalho não chegou a nossos dias, mas um epítome de Diogeniano (século II d.C.) formou a base do dicionário de Hesíquio.
Uma compilação similar chamada "prado" (cf. a Praia de Suetônio) a partir de seu conteúdo variado, a qual trata principalmente de prodígios mitológicos, era possivelmente um suplemento do dicionário, embora alguns estudiosos os identifiquem. Pânfilo foi um dos chefes utilizados por Ateneu na Deipnosophists. O Suda atribui a outro Pânfilo, simplesmente descrito como um "filósofo", um número de trabalhos, sendo alguns deles feitos, provavelmente, por Pânfilo, o gramático.